# Sedco 700 (schip, 1974)
De Sedco 700 was een halfafzinkbaar boorplatform in 1974 gebouwd door Levingston Shipbuilding voor Southeastern Drilling Company (Sedco).
Dit was een serie boorplatforms naar een ontwerp van Earl and Wright na de ervaringen met de Sedco 135-serie. Waar die drie kolommen met elk een eigen ponton had en een driehoekig dek, bestond de Sedco 700 uit twee pontons met daarop elk vier kolommen en een rechthoekig dek.
Dit platform kon met 8 knopen aanmerkelijk sneller varen dan de 2 knopen die de 135-serie liep. Dit was noodzakelijk om de semisubmersibles concurrerend te houden met de boorschepen die in de vaart kwamen.

## 700-serie

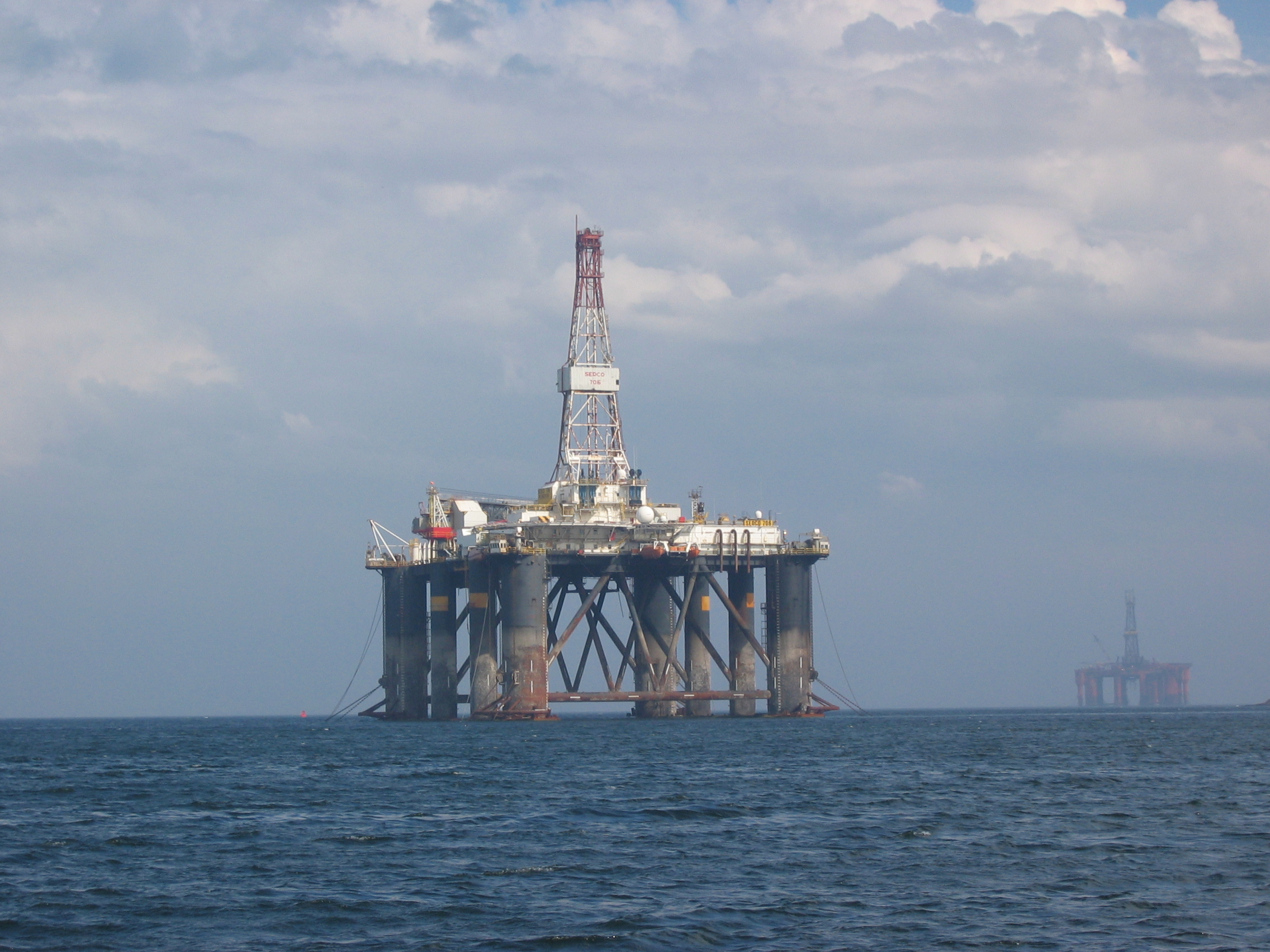
De Sedco 706

De Sedco 709 en de Sedco 710 waren uitgerust met een dynamisch positioneringssysteem zodat ze op grote waterdiepte konden werken waar ankers ontoereikend waren.
Bijzonder in de reeks was de Sedco/Phillips S.S. die geen boortoren had, maar als onderhoudsplatform werd ingezet voor Phillips. De Tharos had een vergelijkbare functie voor Occidental Petroleum en assisteerde zo bij de ramp met Piper Alpha in 1988.
| Naam                | Werf                              | Jaar           | IMO-nummer |
| ------------------- | --------------------------------- | -------------- | ---------- |
| Sedco 700           | Levingston Shipbuilding, 704      | januari 1974   | 8755106    |
| Sedneth 701         | Halifax Shipyard, 64              | oktober 1973   | 8755247    |
| Sedco 702           | Avondale Shipyards, 2051          | mei 1973       | 8755118    |
| Sedco 703           | Avondale Shipyards, 2261          | februari 1974  | 8755120    |
| Sedco 704           | Halifax Shipyard, 65              | september 1974 | 8755132    |
| Stadrill            | Halifax Shipyard, 66              | november 1975  | 8756629    |
| Sedco 706           | Kaiser Steel, 631                 | augustus 1976  | 8755144    |
| Sedco 707           | Avondale Shipyards, 2282          | oktober 1976   | 8755156    |
| Sedco 708           | Kaiser Steel, 632                 | mei 1977       | 8755168    |
| Sedco 709           | Halifax Shipyard, 67              | februari 1977  | 8755170    |
| Sedco/Phillips S.S. | Mitsubishi Heavy Industries       | 1977           | 8772128    |
| Tharos              | Mitsubishi Heavy Industries       | 1979           | 8757960    |
| Sedco 710           | Mitsui Engineering & Shipbuilding | maart 1983     | 8755182    |
| Sedco 711           | Hyundai Heavy Industries          | 1982           | 8755211    |
| Sedco 712           | Hyundai Heavy Industries          | 1983           | 8755194    |
| Sea Explorer        | Scott Lithgow, 2001               | 1985           | 8025989    |
| Sedco 714           | Hyundai Heavy Industries          | 1983           | 8755209    |